# Amnésie collective
L'amnésie collective désigne un biais de la mémoire collective (États, militaires, médias, enseignement et opinions publiques) occultant certains actes ou certaines réalités de leur histoire, afin de rendre celle-ci conforme aux stéréotypes et valeurs identitaires locales.
Elle comprend le déni, dans les analyses ou comptes rendus de guerres passées, de faits d'atrocités de son propre camp souvent passées sous silence ou imputées à d'autres (omission sélective) tandis que celles de l'opposant sont librement dénoncées.
L'amnésie collective est étroitement associée aux questions identitaires et s'accompagne en général d'une hypermnésie collective des atrocités et souffrances dont la collectivité concernée a été victime, et des faits jugés positifs de son histoire (victoires, secours aux persécutés, développement culturel, social ou économique, rayonnement international).
Maurice Halbwachs et Sigmund Freud soutiennent que la mémoire collective, tout comme l'individuelle ou la familiale, est naturellement biaisée en faveur de l'oubli des souvenirs négatifs, avec la tendance à garder une image positive du passé.

## Guerres, génocides et dictatures

### Contexte
Dans le champ de la mémoire collective, les processus d'oubli, de maintien, et de reconstruction de la mémoire traumatique sont connus : les crimes imputables à la collectivité concernée sont tabous dans les livres d'Histoire, les historiens qui les dénoncent sont persécutés ou censurés, voire condamnés en justice pour atteinte à la mémoire ou à la dignité de la nation. C'est le cas, par exemple, au Japon et en Turquie, tandis qu'en Allemagne la période du Troisième Reich a longtemps été traitée de manière succincte et allusive, tout comme les crimes du stalinisme et des régimes successeurs dans les pays de l'ancien bloc de l'Est, ou les crimes du maoïsme en Chine.

### Mécanismes
Cette amnésie collective se constate dans de nombreuses opinions publiques, mais l'État a souvent un rôle important, propagandiste, d'une part par l'enseignement primaire, simplificateur et intervenant à un âge où l'esprit critique n'est pas encore forgé, et où l'enfant adhère sentimentalement (« viscéralement ») aux repères identitaires qu'on lui présente, d'autre part en orientant les médias, usant éventuellement de la censure, mais également — depuis la révélation du poids des médias dans la guerre du Viêt Nam — d'autres moyens détournés, tels l'agitprop ou l'astroturfing, ainsi que l'interdiction d'accès sur place aux journalistes, l'interdiction de photographier, la tenue à distance des zones à risques officiellement dans un souci de protection de la vie humaine, qui sont autant de mesures pouvant être légitimes, mais aussi abusives.
Même si les soldats, les agents des différents régimes politiques et les victimes de violences ou de persécutions sont fréquemment choqués par les combats et développent des névroses post-traumatiques, nombreux sont ceux qui ont tendance à vouloir simplement oublier pour préserver leur équilibre au quotidien, et plus souvent encore, à justifier a posteriori leurs actions ou leur inaction, par des considérations concernant le contexte, la situation, leur connaissance des faits à ce moment.
À titre d'exemple, la France d'après-guerre s'est construite durant quarante ans une « identité résistante » à l'intérieur (pour sa propre opinion) en minimisant et occultant le régime de Vichy, et une identité de « grande puissance » internationale et de pays vainqueur, en magnifiant ses actions du côté Allié et ses relations avec les Anglo-saxons ou les Soviétiques, et en minimisant et occultant les actions militaires et policières de Vichy. En France, l'existence d'autres pays Alliés et vainqueurs que les « Quatre Grands » est ainsi l'objet d'une amnésie collective, comme dans l'exemple de la Pologne (exclue des « Quatre Grands » bien qu'elle n'ait pas eu de gouvernement collaborationniste ni de troupes du côté de l'Axe). Cette flatteuse identité française d'après-guerre a durablement orienté tant l'opinion que la politique étrangère de la France.

### Négationnisme
Le négationnisme et l'amnésie de guerre apparaissent constituer une « volonté de ne pas voir » tel ou tel aspect peu flatteur pour l'identité collective (comme les atrocités des guerres d'Indochine ou d'Algérie par la France, ou bien le génocide arménien par la Turquie) et se manifestent par la conviction que les accusations sont des contre-vérités historiques. Le négationnisme tend aussi à affirmer une autre version du conflit, qui n'est pas une « vérité alternative » prenant en compte tous les faits (flatteurs ou non), mais une « contre-vérité » déformant, occultant et niant délibérément des faits avérés.
À titre d'exemple, le négationnisme de la Shoah ou du Goulag ne présente pas une histoire nouvelle, enrichie, rééquilibrée, montrant des faits méconnus ou nouvellement redécouverts mais exacts et vérifiables (comme le massacre de Katyń) mais une « histoire » fictive où l'existence des chambres à gaz nazies ou des camps de travail en Sibérie est minimisée, niée, ou bien « justifiée » par le contexte (la responsabilité des bourreaux étant diluée et renvoyée à leurs ennemis). La démarche négationniste est historiquement incorrecte, car elle sélectionne les sources en ne gardant que celles qui conviennent aux narrateurs, en les sortant de leur contexte et en s'en servant pour aboutir à des généralisations abusives, clamant par exemple qu'aucun document datant du IIIe Reich ne mentionnait l'extermination de populations, ou remettant en question abusivement le travail de recherche du spécialiste de la Shoah, Raul Hilberg, qui révèle que le génocide Juif fut le produit d'une forme de télépathie de masse, une transmission de pensée consensuelle au sein d’une vaste bureaucratie.
Elle est aussi intrinsèquement absurde, car les négationnistes nient des faits qu'ils devraient logiquement revendiquer, puisqu'il s'agit d'actions conformes aux intentions combatives affichées par les régimes qu'ils défendent.
Comme l'amnésie collective elle-même, le négationnisme est le contraire du devoir de mémoire.

### Amnésie de guerre
Les vainqueurs de toute guerre n'hésitent jamais à évoquer, avec le plus grand écho possible, les crimes de guerre commis par les vaincus et nient de leur part en avoir commis. Pourtant un regard critique sur l'histoire contemporaine nous montre que tous les belligérants participant aux conflits se rendent coupables de tels crimes (quand bien même ils ne seraient pas poursuivis en raison du contexte).
Quelques exemples :
- Guerre civile espagnole et l'amnésie programmée depuis la fin de la guerre par le régime franquiste[7] ;
- Participation de certains membres du « Yiddischland révolutionnaire » (communistes juifs) aux côtés du NKVD, à la déportation de populations baltes, polonaises, ukrainiennes ou roumaines dans les territoires annexés par l'URSS en 1939-40 selon le pacte Hitler-Staline, qui a décuplé l'antisémitisme de ces populations envers tous les juifs sans distinction, de sorte que lors de l'invasion allemande, elles ont secondé les nazis dans leur politique d'extermination[8] ;
- En France métropolitaine, amnésie des massacres commis par les forces françaises sur des civils (accusés de soutenir les mouvements indépendantistes) au Viêt Nam et en Algérie[9].